# یواس‌اس ال‌اس‌تی-۳۴۲
یواس‌اس ال‌اس‌تی-۳۴۲ (به انگلیسی: USS LST-342) یک کشتی بود که طول آن ۳۲۸ فوت (۱۰۰ متر) بود. این کشتی در سال ۱۹۴۲ ساخته شد.